# La pesá
La pesá és una tradició del Baix Segura i la seua capital, Oriola, típica del dia de Sant Antoni. Consisteix en un porrat o mocadorada que inclou diferents tipus de dolços, com ara les Bolas de San Antón, boles de caramel artesanals. A Catral és típica del dia de Santa Àgueda amb les Bolicas de Santa Àgueda.
Entre els dolços tradicionals, a banda de les bolas o bolicas, hi trobem torró de panís, pamfígol o dàtils a Oriola, mentre que a Catral, a banda de llepolies i fruits secs, trobem que hi destaca el torró.